# Шта се може кад се двоје сложе
„Шта се може кад се двоје сложе” је југословенска телевизијска серија снимљена 1973. године у продукцији Телевизије Београд.

## Епизоде
| Сезона | Епизода | Назив           | Датум           |
| ------ | ------- | --------------- | --------------- |
| 1      | 1       | Менажерија      | 2. марта 1973.  |
| 1      | 2       | Гозба           | 9. марта 1973.  |
| 1      | 3       | Чудо            | 16. марта 1973. |
| 1      | 4       | Купус и краљеви | 23. марта 1973. |
| 1      | 5       | На врби свирала | 30. марта 1973. |

## Улоге
| Глумац                | Улога                                    |
| --------------------- | ---------------------------------------- |
| Бранко Милићевић      | Бранко (5 еп. 1973)                      |
| Весна Пећанац         | Весна (5 еп. 1973)                       |
| Оља Ивањицки          | Тетка која црта из почетка (1 еп. 1973)  |
| Јован Радовановић     | Онај што свира испод шешира (1 еп. 1973) |
| Олга Спиридоновић     | Гошћа из ћошка (1 еп. 1973)              |
| Данило Бата Стојковић | Четири фртаља краља (1 еп. 1973)         |
| Бисера Велетанлић     | Она која пева као шева (1 еп. 1973)      |

Комплетна ТВ екипа ▼
| Редитељ    | Тимоти Џон Бајфорд      | (5 еп. 1973) |
| Сценариста | Тимоти Џон Бајфорд      | (5 еп. 1973) |
| Сценариста | Мила Станојевић Бајфорд | (5 еп. 1973) |